# Setge de Van
El Setge de Van (també conegut pel armenis com la Resistència de Van (en armeni: Վանի հերոսամարտ, Vani herosamart), i pels otomans com la Rebel·lió de Van o Revolta de Van (en turc: Van İsyanı / Van İhtilâli)), va ser una insurrecció del poble armeni contra l'Imperi Otomà.
Les forces armènies van lluitar contra els intents otomans de massacrar a la població armènia del vilayet de Van. La insurrecció va esclatar durant la campanya del Caucas de la Primera Guerra Mundial, en la qual les milícies del Daixnak van ser recolzades per l'exèrcit imperial rus per defensar la població armènia de l'armènia otomana. Els armenis no havien previst ni planejar l'aixecament.
Diversos observadors contemporanis i historiadors posteriors han assenyalat que el govern otomà va instigar deliberadament a la resistència armada armènia mitjançant l'aplicació de les condicions dels seus temes, i després va utilitzar aquesta insurrecció com a pretext principal per justificar les deportacions de tots els armenis de l'imperi. No obstant això, les decisions de deportació i extermini es van fer abans del setge de Van.
L'avaluació dels informes dels testimonis va mantenir que la postura dels armenis del vilayet de Van va ser defensiva i un acte de resistència a la matança, sobretot en la ciutat de Van, que va ser un dels pocs casos durant el genocidi armeni que els armenis van lluitar contra les forces armades de l'Imperi Otomà.

## Antecedents

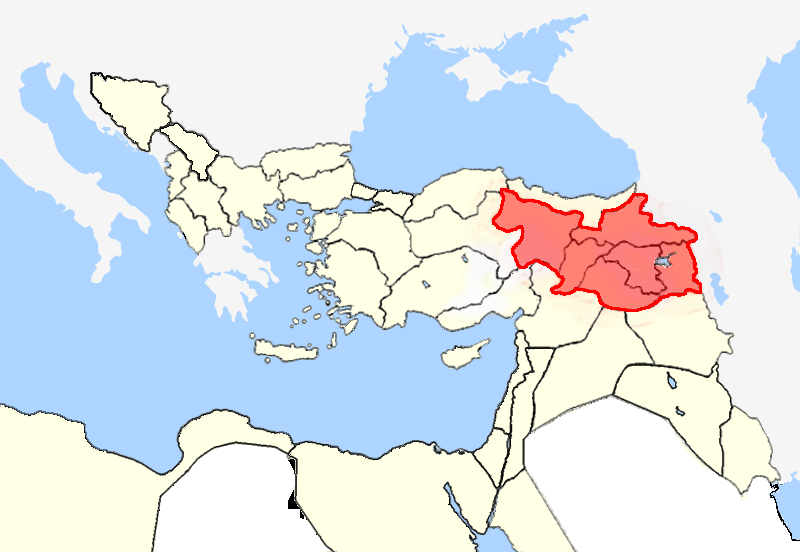
Els sis vilayets armenis de l'Imperi Otomà que van ser coneguts com Armènia Otomana o Armènia Occidental

Durant el període otomà, Van va ser un important centre de la vida cultural, social i econòmic d'Armènia. Khrimian Hayrik va establir una impremta en Van, i posteriorment va publicar el «Vaspurakan Ardzví» (L'Àguila de Vaspurakan), que va ser la primera publicació periòdica en Armènia.
El 1885, el partit Armenakan es va establir en la ciutat de Van. Poc després, els partits Hunchak i Daixnak, que bàsicament tenien com a missió principal la caiguda de l'Imperi Otomà en l'Anatòlia oriental (els Sis vilayets), també van establir surcusals a la ciutat
Al llarg de 1895 i 1896, els armenis en l'Imperi Otomà va patir en una onada de violència comunament coneguda com «les massacres hamidianes». Mentre que Van va evitar en gran manera la massacres el 1895, els otomans van enviar-hi una expedició militar el juny de 1896. Al principi, els armenis eren capaços de defensar-se a Van però, en acceptar desarmar-se a canvi d'obtenir seguretat, les matances van continuar, culminant en la mort de més de 20.000 armenis.

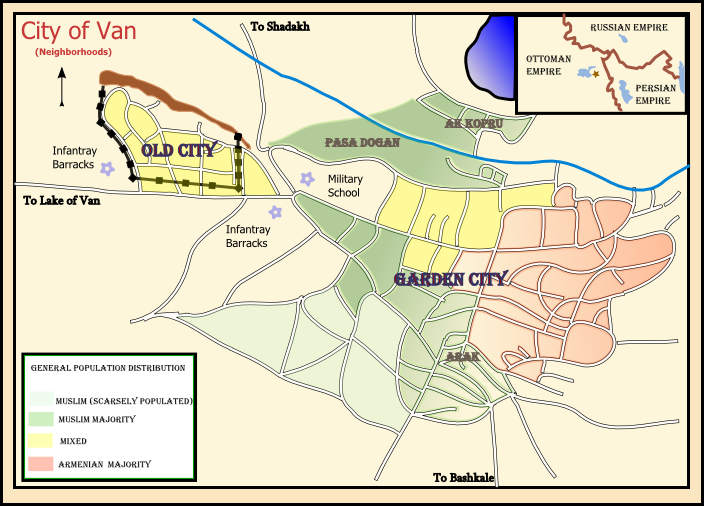
Barris de Van, 1915

Abans de la Primera Guerra Mundial, els valors demogràfics de la província de Van tenien uns valors diferents, basats en diferents fonts. El 1914, els armenis vivien a les ribes del llac Van. Les principals localitats habitades per armenis van ser la ciutat de Van (formada per tres parts, que eren Havasor (Gürpınar), Timar (Gedikbulak) i Archak (Ercek)). Els armenis també vivien als districtes d'Erciş (que està al nord de la província), Çatak, Başkale, i Bahçesaray (al sud de la província). El 1890, en el cens hi havia 79.998 armenis, que estaven ubicats a la ciutat de Van (35%), Erciş (64%), Çatak (37%), Başkale (18%) i Bahçesaray (48%). El cens local del Patriarcat Armeni de Constantinoble de 1912 va afirmar que la població armènia era de 110.000. El cens otomà original de 1914 va declarar que la població armènia era de 67.797 persones i la població musulmana era de 179.422.
El cens oficial de 1914 va ser posat en dubte per la grandària de la població armènia i musulmana. Les estadístiques otomans originals de 1914 van afirmar ser insuficientment representatives per als nens. Els valors corregits per a la província de Van van donar 313.000 musulmans, 130.000 armenis (25%), i aproximadament 65.000 entre sirians, caldeus, nestorians i altres. L'estimació de la població de la ciutat de Van és més difícil. Amb el deteriorament de la situació econòmica i política otomana abans de la Primera Guerra Mundial es van produir grans moviments de població cap a la rodalia de la ciutat, i el recompte de la població en aquell temps va registrar 79.000 musulmans i 34.000 armenis en la ciutat de Van, incloent les àrees circumdants properes. S'estima que la població armènia de la ciutat de Van era prop de 30.000 persones a la tardor de 1914.

Mapes geogràfics i demogràfics del vilayet de Van
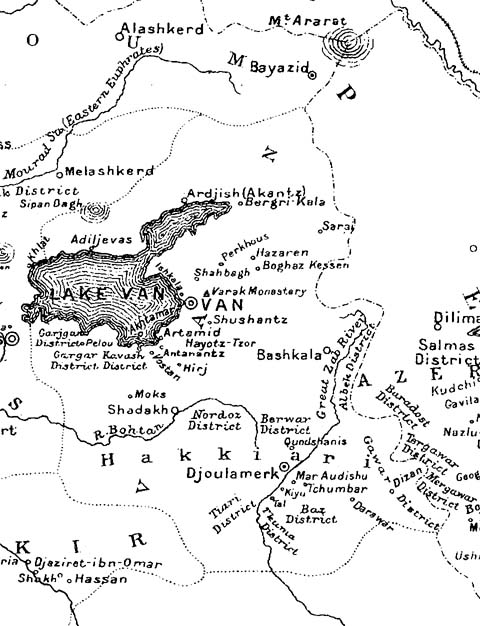
Assentaments en el vilayet de Van
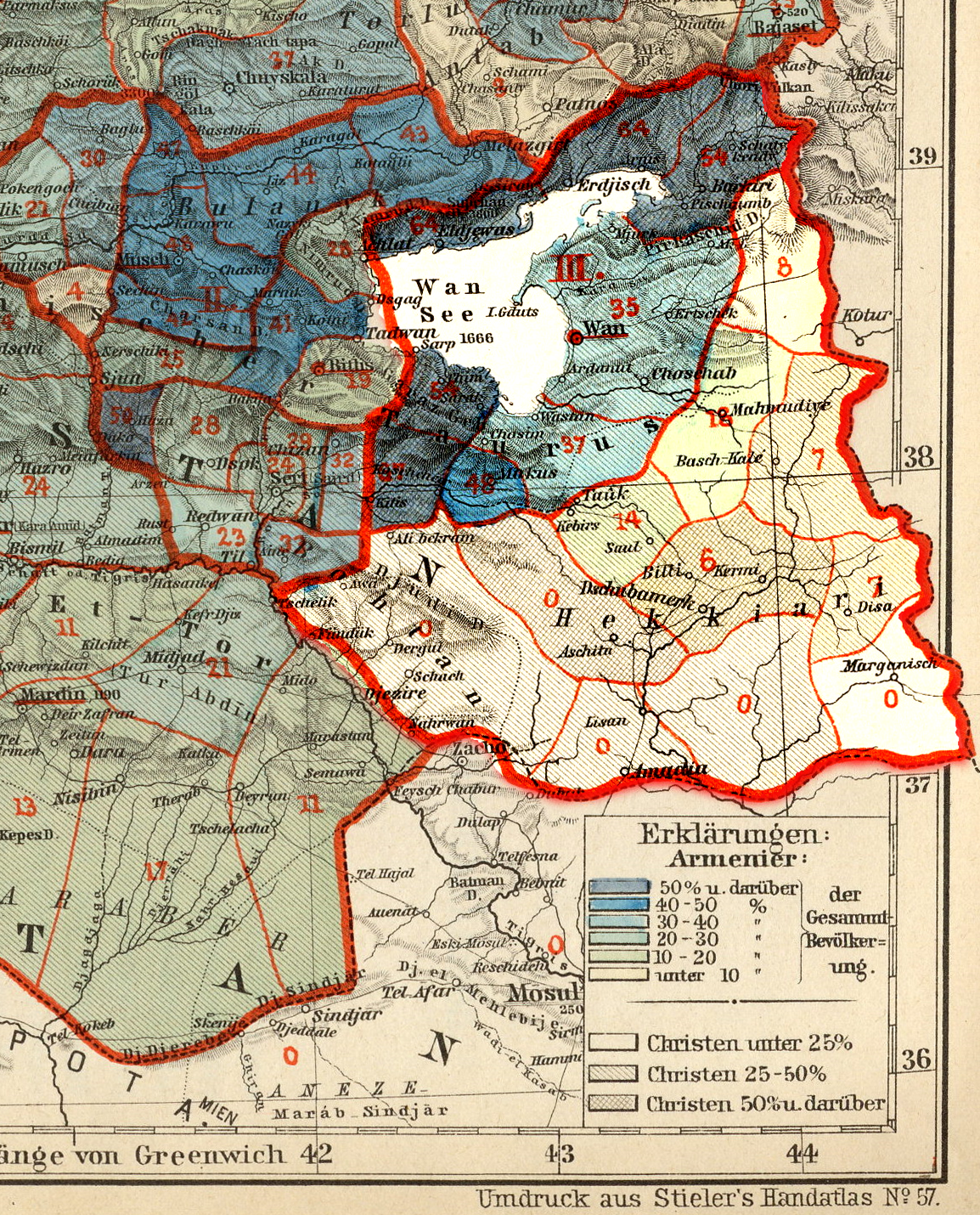
Població armènia en el vilayet de Van, 1896
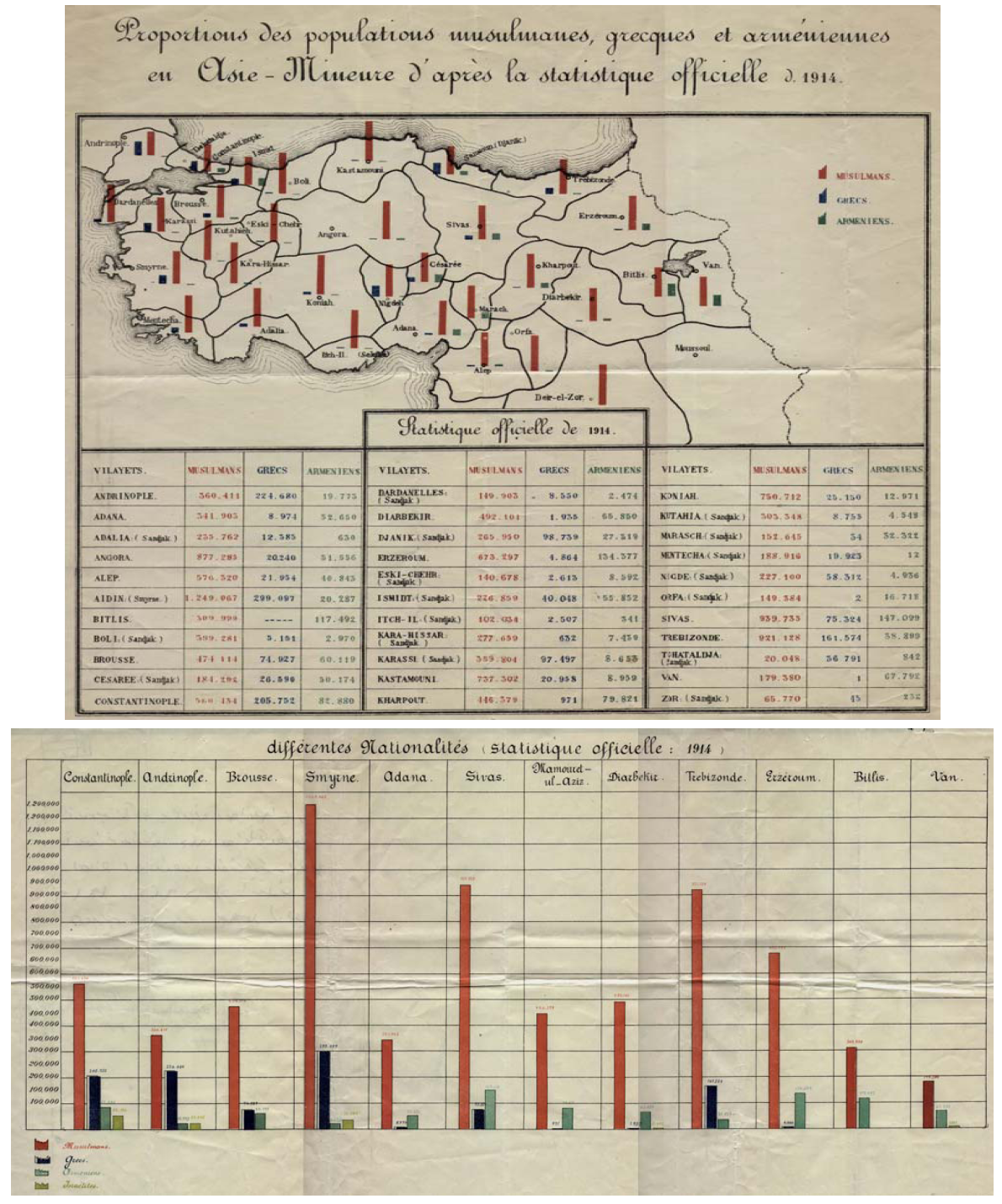
Cens otomà, 1914

| Estadística de la població del vilayet de Van (diferents fonts) | Estadística de la població del vilayet de Van (diferents fonts) | Estadística de la població del vilayet de Van (diferents fonts) | Estadística de la població del vilayet de Van (diferents fonts) | Estadística de la població del vilayet de Van (diferents fonts)             | Estadística de la població del vilayet de Van (diferents fonts)             | Estadística de la població del vilayet de Van (diferents fonts)             | Estadística de la població del vilayet de Van (diferents fonts)             | Estadística de la població del vilayet de Van (diferents fonts)             | Estadística de la població del vilayet de Van (diferents fonts)             | Estadística de la població del vilayet de Van (diferents fonts)             | Estadística de la població del vilayet de Van (diferents fonts)             | Estadística de la població del vilayet de Van (diferents fonts)             | Estadística de la població del vilayet de Van (diferents fonts)             | Estadística de la població del vilayet de Van (diferents fonts)             | Estadística de la població del vilayet de Van (diferents fonts)             | Estadística de la població del vilayet de Van (diferents fonts)             | Estadística de la població del vilayet de Van (diferents fonts)             | Estadística de la població del vilayet de Van (diferents fonts)             | Estadística de la població del vilayet de Van (diferents fonts)             | Estadística de la població del vilayet de Van (diferents fonts)             | Estadística de la població del vilayet de Van (diferents fonts)             |
| Unitats administratives                                         | TOTAL                                                           | Gènere                                                          |                                                                 | Musulmans                                                                   |                                                                             | TOTAL                                                                       | Grecs                                                                       |                                                                             | TOTAL                                                                       | Armenis                                                                     |                                                                             | TOTAL                                                                       | Jueus                                                                       |                                                                             | Nestorians                                                                  |                                                                             | Yezidi                                                                      |                                                                             | Keldani                                                                     |                                                                             | TOTAL                                                                       |
| --------------------------------------------------------------- | --------------------------------------------------------------- | --------------------------------------------------------------- | --------------------------------------------------------------- | --------------------------------------------------------------------------- | --------------------------------------------------------------------------- | --------------------------------------------------------------------------- | --------------------------------------------------------------------------- | --------------------------------------------------------------------------- | --------------------------------------------------------------------------- | --------------------------------------------------------------------------- | --------------------------------------------------------------------------- | --------------------------------------------------------------------------- | --------------------------------------------------------------------------- | --------------------------------------------------------------------------- | --------------------------------------------------------------------------- | --------------------------------------------------------------------------- | --------------------------------------------------------------------------- | --------------------------------------------------------------------------- | --------------------------------------------------------------------------- | --------------------------------------------------------------------------- | --------------------------------------------------------------------------- |
|                                                                 |                                                                 | Home                                                            | Dona                                                            | Home                                                                        | Dona                                                                        |                                                                             | Home                                                                        | Dona                                                                        |                                                                             | Home                                                                        | Dona                                                                        |                                                                             | Home                                                                        | Dona                                                                        | Home                                                                        | Dona                                                                        | Home                                                                        | Dona                                                                        | Dona                                                                        | Home                                                                        |                                                                             |
| Ciutat de Van                                                   | 79.736                                                          | 44.492                                                          | 35.244                                                          | 24.996                                                                      | 20.123                                                                      |                                                                             |                                                                             |                                                                             |                                                                             | 19.035                                                                      | 14.754                                                                      | 42%                                                                         |                                                                             |                                                                             |                                                                             |                                                                             |                                                                             |                                                                             |                                                                             |                                                                             |                                                                             |
| Erciş                                                           | 35.406                                                          | 19.451                                                          | 15.955                                                          | 14.627                                                                      | 12.696                                                                      |                                                                             |                                                                             |                                                                             |                                                                             | 4.824                                                                       | 3.259                                                                       | 23%                                                                         |                                                                             |                                                                             | 461                                                                         | 367                                                                         |                                                                             |                                                                             |                                                                             |                                                                             |                                                                             |
| Çatak                                                           | 23.717                                                          | 6.939                                                           | 5.778                                                           | 4.588                                                                       | 3.544                                                                       |                                                                             |                                                                             |                                                                             |                                                                             | 2.193                                                                       | 2.099                                                                       | 18%                                                                         |                                                                             |                                                                             |                                                                             |                                                                             |                                                                             |                                                                             | 158                                                                         | 135                                                                         |                                                                             |
| Adilcevaz                                                       | 15.669                                                          | 8.753                                                           | 6.916                                                           | 6.178                                                                       | 4.644                                                                       |                                                                             |                                                                             |                                                                             |                                                                             | 2.577                                                                       | 2.272                                                                       | 31%                                                                         |                                                                             |                                                                             |                                                                             |                                                                             |                                                                             |                                                                             |                                                                             |                                                                             |                                                                             |
| Gevaş                                                           | 28.643                                                          | 16.655                                                          | 11.988                                                          | 10.377                                                                      | 7.786                                                                       |                                                                             |                                                                             |                                                                             |                                                                             | 6.318                                                                       | 4.202                                                                       | 37%                                                                         |                                                                             |                                                                             |                                                                             |                                                                             |                                                                             |                                                                             |                                                                             |                                                                             |                                                                             |
| Subtotal                                                        | 172.171                                                         | 96.290                                                          | 75.881                                                          | 60.724                                                                      | 48.793                                                                      |                                                                             |                                                                             |                                                                             |                                                                             | 34.947                                                                      | 26.586                                                                      | 36%                                                                         |                                                                             |                                                                             | 461                                                                         | 367                                                                         |                                                                             |                                                                             | 158                                                                         | 135                                                                         |                                                                             |
| Ciutat de Hakkâri                                               | 27.680                                                          | 15.057                                                          | 12.623                                                          | 11.953                                                                      | 9.895                                                                       |                                                                             | 1                                                                           |                                                                             |                                                                             | 1.829                                                                       | 1.632                                                                       | 13%                                                                         | 424                                                                         | 412                                                                         | 850                                                                         | 684                                                                         |                                                                             |                                                                             |                                                                             |                                                                             |                                                                             |
| Çölemerik                                                       | 9.004                                                           | 4.888                                                           | 4.116                                                           | 4.009                                                                       | 3.441                                                                       |                                                                             |                                                                             |                                                                             |                                                                             | 160                                                                         | 136                                                                         | 3%                                                                          |                                                                             |                                                                             | 716                                                                         | 539                                                                         |                                                                             |                                                                             |                                                                             |                                                                             |                                                                             |
| Mahmudi                                                         | 12.959                                                          | 7.673                                                           | 5.286                                                           | 6.239                                                                       | 3.991                                                                       |                                                                             |                                                                             |                                                                             |                                                                             | 276                                                                         | 257                                                                         | 4%                                                                          |                                                                             |                                                                             |                                                                             |                                                                             | 736                                                                         | 630                                                                         | 422                                                                         | 413                                                                         |                                                                             |
| Şemdinli                                                        | 11.740                                                          | 5.857                                                           | 5.883                                                           | 4.919                                                                       | 4.954                                                                       |                                                                             |                                                                             |                                                                             |                                                                             |                                                                             |                                                                             | 0%                                                                          | 127                                                                         | 147                                                                         | 811                                                                         | 782                                                                         |                                                                             |                                                                             |                                                                             |                                                                             |                                                                             |
| Gevar                                                           | 16.881                                                          | 9.852                                                           | 7.029                                                           | 7.413                                                                       | 5.358                                                                       |                                                                             |                                                                             |                                                                             |                                                                             | 609                                                                         | 350                                                                         | 6%                                                                          | 147                                                                         | 126                                                                         | 1.683                                                                       | 1.185                                                                       |                                                                             |                                                                             |                                                                             |                                                                             |                                                                             |
| Hosab                                                           | 8.706                                                           | 4.837                                                           | 3.869                                                           | 4.201                                                                       | 3.490                                                                       |                                                                             |                                                                             |                                                                             |                                                                             | 636                                                                         | 379                                                                         | 12%                                                                         |                                                                             |                                                                             |                                                                             |                                                                             |                                                                             |                                                                             |                                                                             |                                                                             |                                                                             |
| Subtotal                                                        | 86.970                                                          | 48.164                                                          | 38.806                                                          | 38.734                                                                      | 31.129                                                                      |                                                                             | 1                                                                           |                                                                             |                                                                             | 3.510                                                                       | 2.749                                                                       | 7%                                                                          | 698                                                                         | 685                                                                         | 4.063                                                                       | 3.200                                                                       | 736                                                                         | 630                                                                         | 422                                                                         | 413                                                                         |                                                                             |
|                                                                 |                                                                 |                                                                 |                                                                 |                                                                             |                                                                             |                                                                             |                                                                             |                                                                             |                                                                             |                                                                             |                                                                             |                                                                             |                                                                             |                                                                             |                                                                             |                                                                             |                                                                             |                                                                             |                                                                             |                                                                             |                                                                             |
|                                                                 | 270.141                                                         | 144.454                                                         | 114.687                                                         | 99.500                                                                      | 79.922                                                                      | ⇓                                                                           | 1                                                                           | 0                                                                           | ⇓                                                                           | 38.457                                                                      | 29.340                                                                      | ⇓                                                                           | 698                                                                         | 685                                                                         | 4.521                                                                       | 3.557                                                                       | 736                                                                         | 630                                                                         | 580                                                                         | 548                                                                         | ⇓                                                                           |
| Cens otomà (original) (1914)                                    | 270.141                                                         |                                                                 |                                                                 |                                                                             |                                                                             | 179.422                                                                     |                                                                             |                                                                             | 1                                                                           |                                                                             |                                                                             | 67.797                                                                      |                                                                             |                                                                             |                                                                             |                                                                             |                                                                             |                                                                             |                                                                             |                                                                             | 11.955                                                                      |
| Cens otomà (corregit) (1914)                                    | 509.000                                                         |                                                                 |                                                                 |                                                                             |                                                                             | 313.322                                                                     |                                                                             |                                                                             |                                                                             |                                                                             |                                                                             | 131.000                                                                     |                                                                             |                                                                             |                                                                             |                                                                             |                                                                             |                                                                             |                                                                             |                                                                             | 62.400                                                                      |
| Cens local del Patriarcat armeni (1913-1914)                    |                                                                 |                                                                 |                                                                 |                                                                             |                                                                             |                                                                             |                                                                             |                                                                             |                                                                             |                                                                             |                                                                             | 110.897                                                                     |                                                                             |                                                                             |                                                                             |                                                                             |                                                                             |                                                                             |                                                                             |                                                                             |                                                                             |
| Cens otomà (1890)                                               | 430.000                                                         |                                                                 |                                                                 | Kurds: 210.000 Turcs: 30.500 TOTAL (musulmans): 240.500                     | Kurds: 210.000 Turcs: 30.500 TOTAL (musulmans): 240.500                     | Kurds: 210.000 Turcs: 30.500 TOTAL (musulmans): 240.500                     |                                                                             |                                                                             |                                                                             | Apostòlics: 79.000 Catòlics:708 Protestants: 290 TOTAL (armenis):79.998     | Apostòlics: 79.000 Catòlics:708 Protestants: 290 TOTAL (armenis):79.998     | Apostòlics: 79.000 Catòlics:708 Protestants: 290 TOTAL (armenis):79.998     | 5.000                                                                       | 5.000                                                                       | 40.000 (Ortodoxes: 52.000) TOTAL (siris): 92.000                            | 40.000 (Ortodoxes: 52.000) TOTAL (siris): 92.000                            | 5.400                                                                       | 5.400                                                                       | 6.000                                                                       | 6.000                                                                       | 109.502                                                                     |
| Cens otomà (1862)                                               | 418.700                                                         |                                                                 |                                                                 | Sancak de Van: 90.100 Sancak de Hakkari: 119.000 TOTAL (musulmans): 209.100 | Sancak de Van: 90.100 Sancak de Hakkari: 119.000 TOTAL (musulmans): 209.100 | Sancak de Van: 90.100 Sancak de Hakkari: 119.000 TOTAL (musulmans): 209.100 | Sancak de Van: 95.100 Sancak de Hakkari: 114.500 TOTAL (cristians): 209.600 | Sancak de Van: 95.100 Sancak de Hakkari: 114.500 TOTAL (cristians): 209.600 | Sancak de Van: 95.100 Sancak de Hakkari: 114.500 TOTAL (cristians): 209.600 | Sancak de Van: 95.100 Sancak de Hakkari: 114.500 TOTAL (cristians): 209.600 | Sancak de Van: 95.100 Sancak de Hakkari: 114.500 TOTAL (cristians): 209.600 | Sancak de Van: 95.100 Sancak de Hakkari: 114.500 TOTAL (cristians): 209.600 | Sancak de Van: 95.100 Sancak de Hakkari: 114.500 TOTAL (cristians): 209.600 | Sancak de Van: 95.100 Sancak de Hakkari: 114.500 TOTAL (cristians): 209.600 | Sancak de Van: 95.100 Sancak de Hakkari: 114.500 TOTAL (cristians): 209.600 | Sancak de Van: 95.100 Sancak de Hakkari: 114.500 TOTAL (cristians): 209.600 | Sancak de Van: 95.100 Sancak de Hakkari: 114.500 TOTAL (cristians): 209.600 | Sancak de Van: 95.100 Sancak de Hakkari: 114.500 TOTAL (cristians): 209.600 | Sancak de Van: 95.100 Sancak de Hakkari: 114.500 TOTAL (cristians): 209.600 | Sancak de Van: 95.100 Sancak de Hakkari: 114.500 TOTAL (cristians): 209.600 | Sancak de Van: 95.100 Sancak de Hakkari: 114.500 TOTAL (cristians): 209.600 |

## El preludi: El front del Caucas
El 30 d'octubre de 1914, després d'un intercanvi de foc durant la persecució del SMS Goeben i del SMS Breslau, l'Imperi Otomà va entrar a la Primera Guerra Mundial. La província de Van es va posicionar entre Pèrsia i el Caucas. Les rutes més accessibles que unien Pèrsia, Rússia, Mesopotàmia i Anatòlia passen a través d'aquesta província. Van tenia un alt valor estratègic a conseqüència de la seva ubicació.
El primer enfrontament de la Campanya del Caucas es va dur a terme el 2 de novembre de 1914 amb l'ofensiva de Bergmann. Els russos van tenir èxits al llarg de la línia Kara Killise (reanomenada Karaköse al novembre de 1919, actualment Ağrı) - Beyazit (Doğubeyazıt). Beyazit es troba al nord de la província de Van i els voluntaris armenis van col·laborar en la captura d'aquestes regions.
Durant desembre de 1914, Nicolau II de Rússia va visitar el Front del Caucas. En presència del cap de l'Església Armènia i al costat de Alexander Khatisyan, que era del president de l'Oficina Nacional d'Armènia en Tbilisi, Nicolau II va declarar:
| « | Armenis de tots els països s'afanyen a entrar a les files del gloriós exèrcit rus, i amb la seva sang, per servir a la victòria de l'exèrcit rus... Feu que la bandera russa onegi lliurement sobre els Dardanels i el Bòsfor, feu que tots els pobles (cristians) que estan sota el jou turc rebin la llibertat a través de la seva voluntat. Feu que el poble armeni de Turquia, que han patit per la fe de Crist, rebi la resurrecció per a una vida nova i lliure... | » |

El Ministre de la Guerra Otomà, Enver Paşa, volia envoltar a les forces russes entre Sarighamish i Ardahan. La batalla de Sarighamish (del 29 de desembre de 1914 fins al 4 de gener de 1915) va ser una derrota desastrosa per Enver Paşa. Pel seu paper en aquesta batalla, les unitats de voluntaris armenis van rebre crèdit, ja que eren nadius de la regió, estaven ben adaptats al clima i familiaritzats amb tots els camins i carreteres de muntanya, i tenien la motivació per lliurar un combat ferotge i decidit. Els voluntaris armenis eren petites unitats mòbils, ben adaptades a la guerra de guerrilles. Van fer una bona feina com a exploradors, tot i que van prendre part activa en molts enfrontaments convencionals. Els voluntaris armenis van desafiar les operacions otomanes durant els moments més crítics; el retard que van causar va permetre a l'Exèrcit Rus del Caucas concentrar la força suficient al voltant de Sarighamish. Després del seu retorn a Constantinoble, Enver va atribuir la seva derrota als armenis que vivien a la regió, que van col·laborar activament amb Rússia.

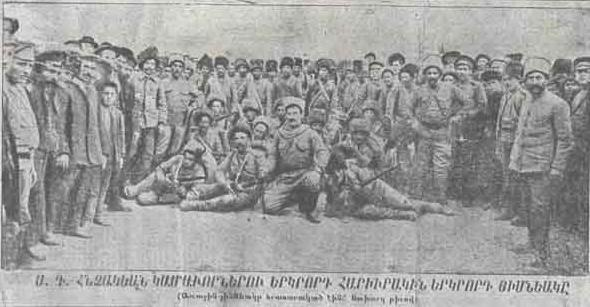
Voluntaris armenis, 1915

L'11 de desembre de 1914, els otomans van començar les preparacions per la campanya de Pèrsia. Enver Paşa va formar una força provisional que es dirigiria cap al teatre d'operacions utilitzant les carreteres de la província de Van. Mentre que els preparatius otomans estaven en marxa, els russos van transferir el general armeni Tovmas Nazarbekian a l'Azerbaidjan persa, ocupada pels russos. La Brigada Cosaca Persa de Theodore G. Chernozubov estava desplegada operativament en Pèrsia des de 1906. Durant aquest període, les autoritats otomanes van distribuir 24.000 fusells als kurds de Pèrsia i al districte de Van.
La 1a Força Expedicionària otomana va ser assignada al cap d'intel·ligència del Quarter General Otomà, el tinent coronel de l'Estat Major Kâzim Karabekir Bey. La 5a Força Expedicionària va ser assignada al tinent coronel de l'Estat Major Halil Kut, que era l'oncle d'Enver Paşa i que va ser derrotat pels britànics en la batalla de Kut al-Amara, el 29 d'abril de 1916. La 1a Força Expedicionària era estructuralment autosuficient, capaç de realitzar operacions independents, complementat amb el 7è i el 9è Regiment d'Infanteria, un destacament de cavalleria, un hospital de campanya, una unitat de transport, una secció d'intel·ligència, un batalló d'artilleria de muntanya amb dues bateries, una secció de telègraf, una bateria d'artilleria de campanya, un batalló de reparació d'equips, un magatzem de reemplaçaments i de transport actius. El 10 de gener de 1915, mentre que la 1a Força Expedicionària estava en el seu camí cap a l'Azerbaidjan persa, es va rebutjar el pla original. A causa de les grans pèrdues que van sofrir els otomans en la desastrosa batalla de Sarighamish, la 1a Força Expedicionària va quedar assignada al 3r Exèrcit otomà. L'11 de gener de 1915, la 5a Força Expedicionària va rebre l'ordre de dirigir-se cap al nord d'Erzurum, i onze dies després la 1a Força Expedicionària va rebre la mateixa ordre.
El Regiment de la Gendarmeria de Van (policia local), sota el comandament de Kâzım Fikri Özalp, que es convertiria en el Ministeri de Defensa Nacional i president de la Gran Assemblea Nacional de Turquia, era l'única força disponible a la frontera persa. Anteriorment, el 14 de desembre de 1914, la Divisio móbil de la Gendarmeria de Van va assumir el paper d'assegurar el camí cap a Pèrsia a través de la vall Qotur. Aquesta formació paramilitar, que principalment era adequada per a funcions de seguretat interna en comptes de per una invasió d'un país veí, va ser lleugerament equipada amb artilleria i metralladores
A més d'aquestes activitats militars, durant el període de 1914-1915, els missioners estatunidencs i alemanys presents a la zona van informar de matances de la població armènia. Segons una font, tots els 52 llogarets armenis prop de Beyazit i Eleşkirt van ser atacats, saquejats i destruïts pel Regiment de Cavalleria Hamidiye.

## Les forces
Després de la desastrosa derrota del 3r Exèrcit en la batalla de Sarighamish, la gendarmeria, originalment amb funcions de policia entre la població civil, va ser transferida al 3r Exèrcit, quan l'Exèrcit otomà va tractar de restaurar l'eficàcia en combat de les seves forces militars operatives. El 24 de febrer de 1915, els otomans es van veure obligats a enviar les unitats de les gendarmeries de Harput, Diyarbakir, i Bitlis cap a la ciutat de Van. Hi havia 52.000 tropes otomanes en la zona de guerra del Caucas durant aquest període, i el 75% es trobaven a la zona de guerra del nord més enllà de la província de Van.
Les unitats otomanes en la província de Van estaven formades per subdivisions de la Gendarmeria de Van, que van romandre sota el control del governador. La Divisió de la Gendarmeria de Van també contenia la unitat d'artilleria de Rafael de Nogales Méndez. La 36a Divisió d'Infanteria es va agregar des de Mesopotàmia amb ordres de controlar la part sud, prop del llac Van. La 1a Força Expedicionària va estar assignada davant de la part sud del llac Van. Un batalló anomenat «el batalló carnisser» (en turc, kasab taburu) comptava amb uns 5.000 homes.
| Unitats del 3r Exèrcit en la província de Van (4 de juny) | Unitats del 3r Exèrcit en la província de Van (4 de juny) |
| --------------------------------------------------------- | --------------------------------------------------------- |
| Divisió de la Gendarmeria de Van                          | 2.500                                                     |
| 36a Divisió d'Infanteria                                  | 5.400                                                     |
| 1a Força Expedicionària                                   | 7.500                                                     |
| Regiment Bagdat                                           | 560                                                       |
| Total                                                     | 15.960                                                    |

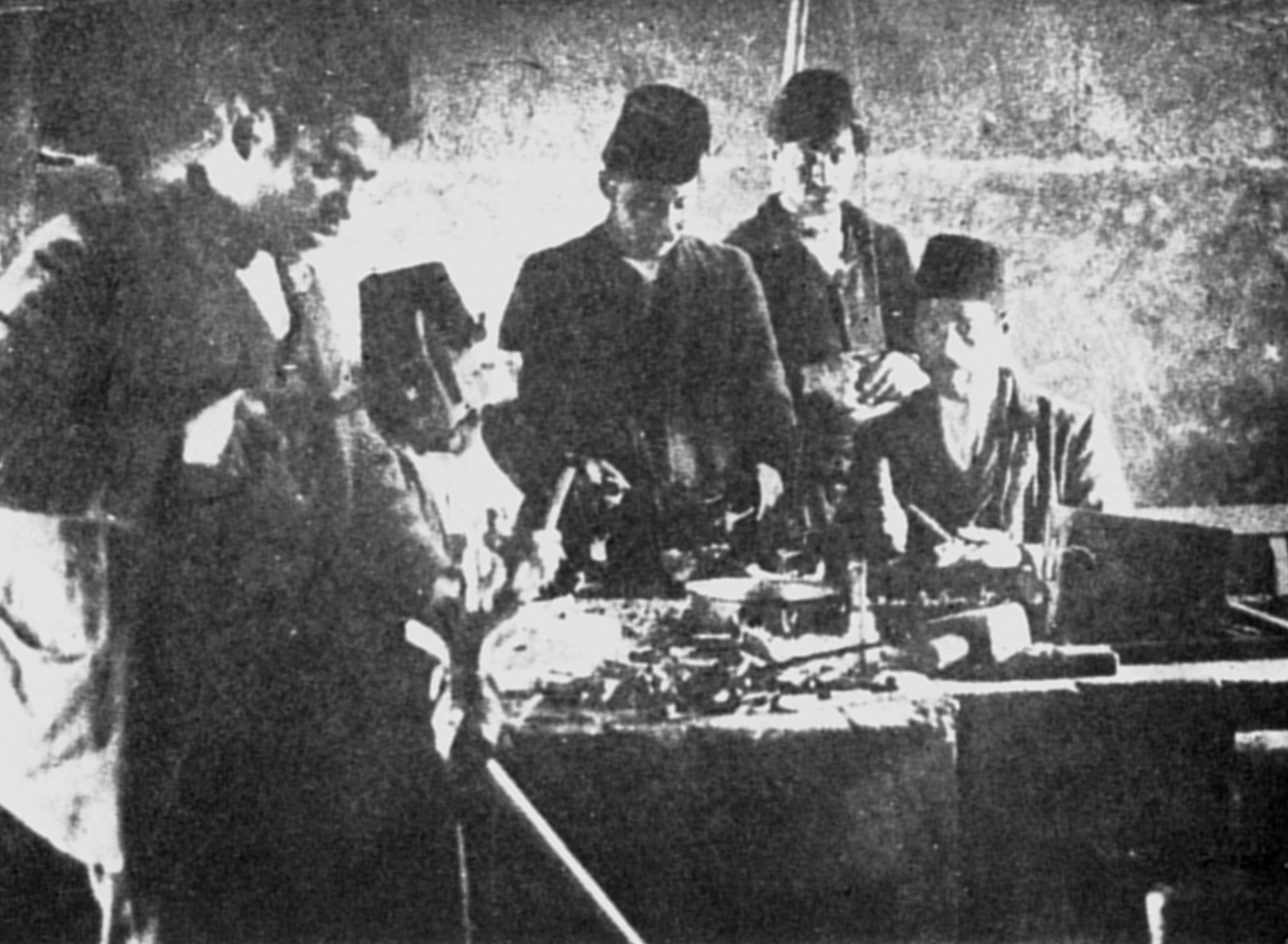
Armenis fent cartutxos a mà en una «botiga d'armes»

La població armènia de la ciutat també havia pres mesures. Es va gestionar l'establiment d'una autoritat unificada, l'Autoritat de Defensa Militar, formada per Armenak Yekarian, Aram Manukian, Kaytsak Arakel, Bulgaratsi Gregory, Gabriel Semerjian, Hrant Galikian i Panos Terlemezian. Es va establir serveis de suport i es va organitzar la distribució d'aliments, ajuda mèdica, i «botiga d'armes» (un establiment que manufacturava cartutxos i armes que podien disparar dues bales). Es va fundar la Unió de Dones, però es va dedicar principalment a la fabricació de roba per als combatents. Davant del perill imminent, representants de diversos partits polítics armenis (Ramkavar, Dashnaks) es van reunir junts. Els defensors de Van numeren no més de 1.500 combatents, que tenien només 505 fusells i 750 pistoles Mauser i una petita quantitat de municions. L'Autoritat de Defensa Militar va emetre l'ordre d'utilitzar municions amb molta precaució. El barri d'Aygestan es va dividir en 5 àrees de defensa amb 73 posicions diferents. L'investigador Thomas De Waal afirma que «s'ha cridat tant a una rebel·lió com un acte heroic de resistència dels armenis contra un govern que pretén acabar amb ells» i que «tenien tots dos elements».

Forces
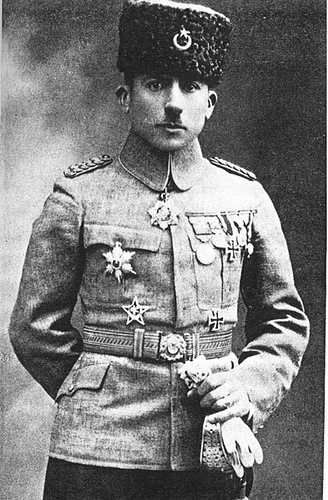
Rafael de Nogales Méndez, un oficial de veneçolà que servia en l'Exèrcit Otomà, va participar en el setge de Van, i després de la guerra va escriure un dels millors relats de la batalla i de les seves conseqüències.
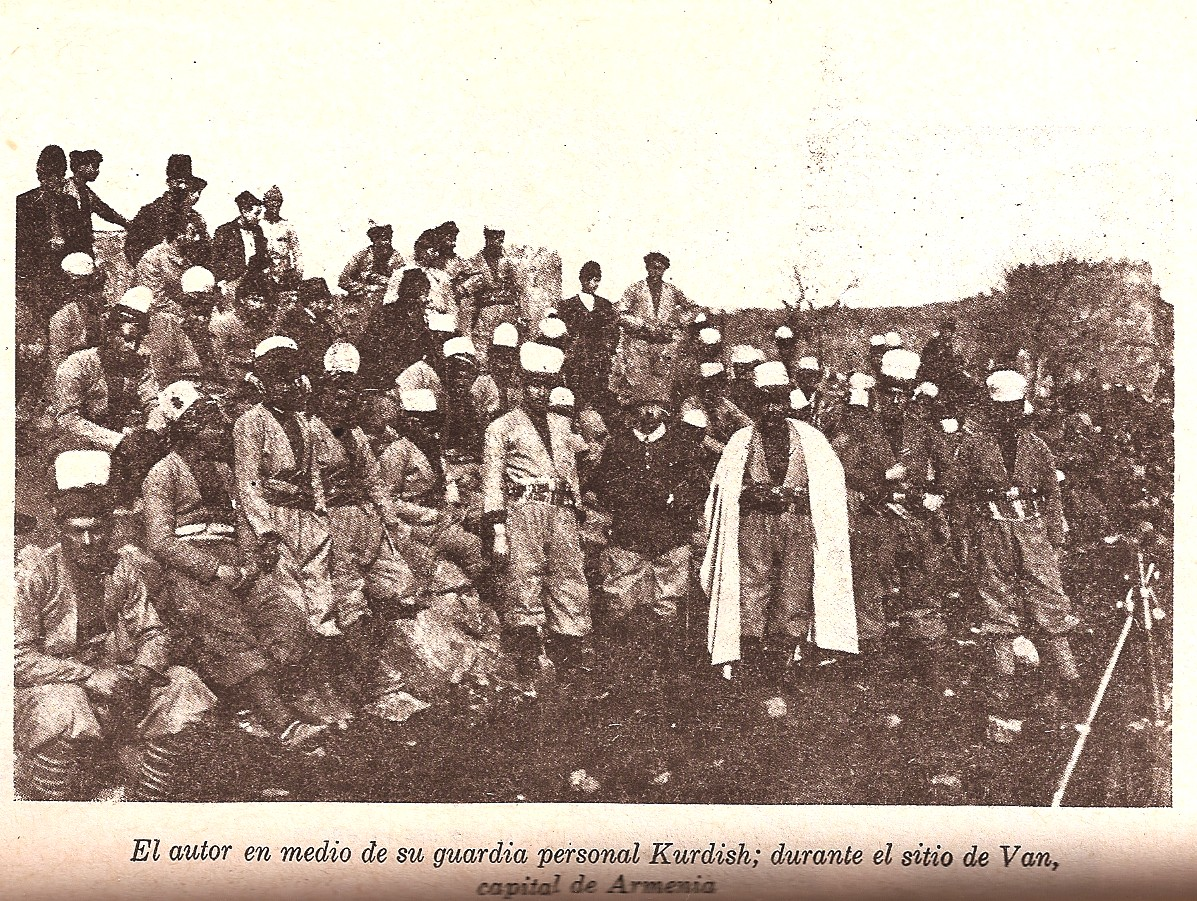
Rafael de Nogales Méndez amb la seva guàrdia kurda durant el setge de Van
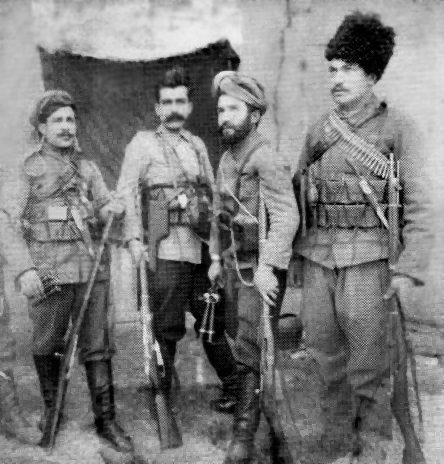
Els líders del Daixnak, d'esquerra a dreta: Harutyun, Aram Manukian, Ishkhan i Sogho
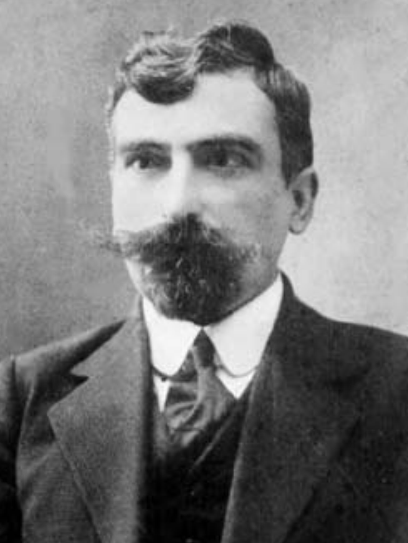
Aram Manukian es va convertir en líder a través dels conflictes. Es va convertir en goverador de la província

## La cronologia del setge
El canvi més important en Van va ser la transferència del seu governador, Hasan Tahsin Paşa, a Erzurum i el seu reemplaçament per Djevdet Bey. Djevdet Bey era el cunyat d'Enver Paşa, i va ser acompanyat per Rafael de Nogales Méndez. De Nogales va ser assignat amb el permís de l'oficial alemany al comandament del 3r Exèrcit per supervisar les unitats de la Gendarmeria otomana, comandades pel el nou governador.
Els líders armenis van ser Aram Manukian, que era el líder regional del Daixnak, Armenak Yekarian de les files de l'Armenakan, Nikoghayos Poghos Mikaelian (Ishkhan) que era membre del Daixnak, i Arxak Vramian que era diputat del Parlament otomà per Van. Vramian també va ser company de classe de Djevdet.

### El govern de Djevdet
Durant el juliol de 1914, Arxak Vramian, que era el diputat de la província de Van, va assistir a les negociacions amb el Comitè d'Unió i Progrés (CUP) com a enllaç per al congrés armeni en Erzurum. La conclusió pública d'aquest congrés va ser que «aparentment es va dur a terme pacíficament per avançar les demandes armènies per mitjans legítims». Fonts armènies diuen que els líders armenis locals Aram Manukian, Arxak Vramian, Nikoghayos Poghos Mikaelian (Ishkhan), i Armenak Yekaryan van dir als armenis de Van que romanguessin lleials al govern otomà i no enfrontar-se contra ell. El CUP otomà considerava el congrés armeni com el planter per a l'establiment de la decisió de la insurrecció armènia que temien els otomans. L'historiador Edward J. Erickson va concloure que després d'aquesta reunió el CUP ja estava segur dels forts llaços entre els armenis i els russos, i Erickson va endevinar que aquests plans detallats incloïen la separació de la regió de l'Imperi Otomà.
Més tard, al setembre de 1914, van començar les operacions militars otomanes, que incloïen la recerca d'armes, municions i documents operatius. El 20 d'octubre de 1914, el 4t Regiment de Reserva de Cavalleria otomà va patrullar Hasankale i, segons va informar, va descobrir fusells ocults a les llars armènies. Durant aquest període, un gran nombre d'armenis amb armes es movien entre Muş, Bitlis i Van. L'historiador Erickson va arribar a la conclusió que «abans que comencés la guerra, els indicadors d'un potencial violent s'acumulaven, ja que les autoritats van trobar bombes i armes ocultes a les llars armènies». D'altra banda, Nogales va ser testimoni de que les unitats de l'exèrcit otomà fotografiaven les seves pròpies armes, al·legant que havien estat trobades en cases i esglésies armènies.
El 5 de novembre de 1914, es va efectuar un important atac dels russos contra les línies defensives del 3r Exèrcit en la província de Van. Amb aquesta ofensiva es va empitjorar la percepció otomana de les intencions dels armenis. Els russos van començar les operacions més grans cap a Saray i Van el 19 de novembre. Al novembre, les unitats de la Gendarmeria otomana de l'aparell de seguretat provincial dels Governadors van canviar de mans, tornant al comandament militar otomà. Aquest canvi va incloure les unitats comandades pel governador de Van. La Gendarmeria de Van i les divisions de cavalleria de reserva de Van van ser assignats al 3r Exèrcit. La Divisió de Gendarmeria de Van ser posada sota el comandament del major Ferid. El governador Djevdet només va poder mantenir un petit contingent.
Durant desembre de 1914, Djevdet Bey va donar ordres per assegurar l'oest de la província de Van, ja que les forces otomanes es van traslladar quan es va iniciar la campanya de Pèrsia. Es van enviar negociador del CUP a Erzurum i Van abans que Djevdet Bey sortís de la ciutat. Aquests negociadors i Djevdet Bey volien posar a prova la lleialtat dels armenis de Van. Volien veure un cop més (la primera vegada va ser al congrés armeni) si estarien d'acord per organitzar un aixecament a l'Armènia russa. Djevdet va exigir que els armenis mobilitzessin 4.000 voluntaris, d'acord amb el servei militar de l'Imperi Otomà. Els armenis es van negar a fer-ho. El missioner Clarence D. Ussher va dir que:
| « | Estava clar que els objectius de Djevdet eren massacrar als homes sense discapacitats de Van de manera que no hi hauria defensors, com ho havia fet en altres pobles sota el pretext de la recerca d'armes, recerques que s'havien convertit en matances. Els armenis, que van parlamentar per guanyar temps, es van oferir a proporcionar 500 soldats i diners per pagar l'exempció de la resta. | » |

El reclutament d'armenis es va convertir de nou en un problema quan Djevdet tornar a la ciutat durant la Pasqua armènia (abril) de 1915. Aquest cop Djevdet va demanar una vegada més als armenis que proporcionessin reclutes que s'utilitzarien per a l'establiment de fortificacions otomanes. Ussher diria: 
| « | Els armenis, que pràcticament havien decidit donar al Vali [Djevdet] els 4.000 homes que els havia exigit, ara no s'atrevien a fer-ho perquè ells estaven segurs que la seva intenció era de matar als quatre mil. | » |

Djevdet no va rebre soldats armenis de la ciutat de Van, ni en la primera ni en la segona sol·licitud.
L'Azerbaidjan persa tenia una gran població cristiana. En la seva majoria eren armenis i assiris. Molts van fugir amb la retirada de l'exèrcit rus, en una caminada d'hivern cap a la ciutat fronterera russa de Culfa. Els que es van quedar van suportar un període de saquejos i matances; molts pobles van ser saquejats i destruïts. Després d'una campanya sense èxit dirigida per Djevdet Bey per capturar Khoy, a 160 km al nord-oest de Tabriz, Djevdet va ordenar la mort d'unes 800 persones (la majoria gent gran, dones i nens) al districte de Salmas (al nord-est del llac Urmia) a principis de març.
El 25 de febrer de 1915, els comandaments del 3r Exèrcit i de la Gendarmeria, incloent el comandament de la Gendarmeria de Van, van rebre la Directiva 8682, anomenada «Augment de les mesures de seguretat». Aquesta directiva va destacar l'augment de l'activitat dissident armènia en Bitlis, Alep, Dortyol i Kayseri; d'altra banda, la directiva va identificar la influència russa i francesa i activitats en aquestes àrees. La Divisió d'Operacions va supervisar que el 3r i 4t Exèrcit incrementessin les seves mesures de vigilància i seguretat. No obstant això, Felix Guse, comandant en cap del 3r Exèrcit va escriure que no hi havia cap prova que els armenis havien previst o tingut cap intenció de muntar un aixecament general.
El 23 de març de 1915, la 1a Força Expedicionària va arribar als voltants de la ciutat de Van i posteriorment es va mantenir al sud de Van durant els conflictes.

### Les primeres etapes del setge

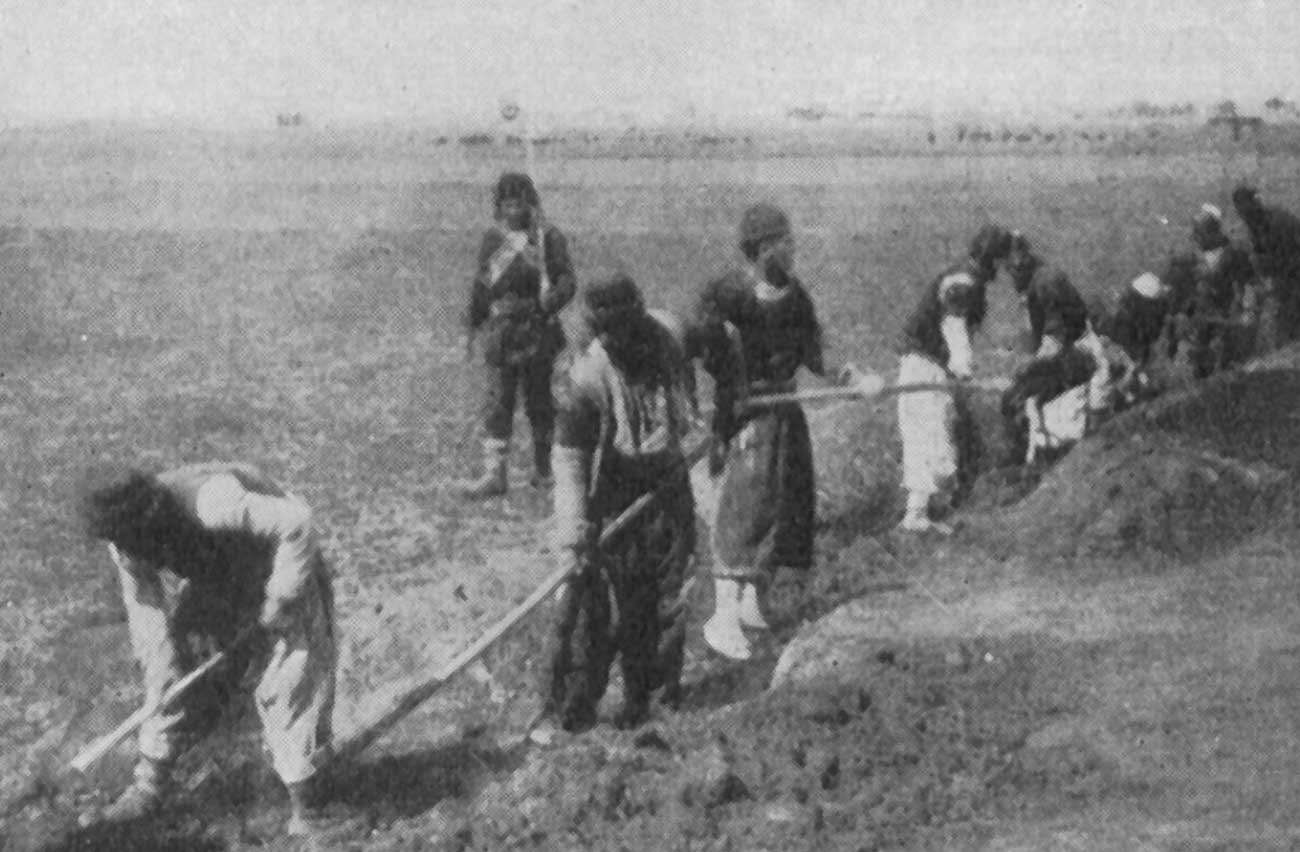
Armenians cavant trinxeres

Abans d'aquests esdeveniments, observadors neutrals van informar d'homicidis d'homes armenis en la regió de Van.
L'extremisme de Djevdet cap als armenis era molt obert, «un home d'estats d'ànim perillosament imprevisibles, amable en un moment, ferotgement hostil al següent, capaç d'una brutalitat traïdora», que havia rebut el malnom de «Nalband Bey» (Senyor Ferrer) després de les atrocitats comeses en Başkale, on havia clavat ferradures als peus de les seves víctimes.
Al seu retorn a Van, Djevdet «va instigar un règim de terror en els pobles de la perifèria de la província amb el pretext de buscar armes. En el procés, les gendarmeries otomanes van matar a molts armenis». Mentrestant, els líders armenis de Van exhortaven a la gent a suportar en silenci i els van dir: 
| « | Es millor que alguns pobles s'incendiïn i es destrueixin sense venjançar-se que donar el més mínim pretext per als musulmans per a una matança general. | » |

Ussher va dir:
| « | Algunes de les regles per als seus homes [els defensors armenis de Van] eren: mantenir-se net; no beure; dir la veritat; no maleir la religió de l'enemic. | » |

Mentrestant, les massacres, amb el pretext de la recerca d'armes, van continuar. Més tard, els armenis van atacar a una patrulla otomana de Djevdet. Alarmats, els armenis de Van van sol·licitar a Clarence D. Ussher, missioner i representant dels Estats Units, per intervenir entre ells i Djevdet. Djevdet va tractar de violar la immunitat diplomàtica d'Ussher venint acompanyat d'una guarnició de 50 soldats otomans al lloc de la reunió. Va quedar clar per Ussher que els intents de mediació serien inútils. En l'interval, però, estaven circulant informes que els armenis havien començat a reunir voluntaris per a una defensa organitzada.

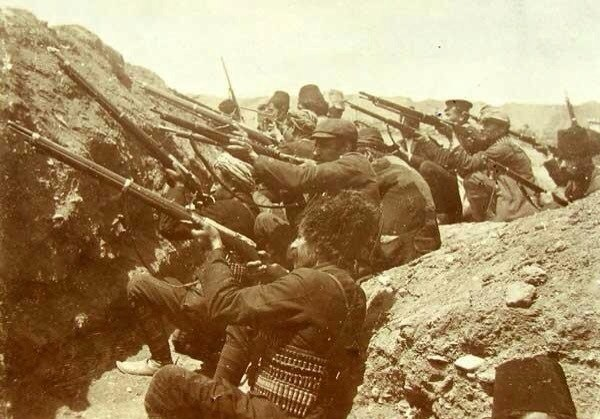
Armenis en les trinxeres

El 15 d'abril, la Gendarmeria estava passant revista als armenis en Erciş. Anteriorment, els cobradors d'impostos, acompanyats per la Gendarmeria, estaven al nord de Van per comptar les ovelles que depenien per la imposició vilatans. Erciş era una unitat administrativa amb 80 llogarets armenis al nord de Van. El recaptador d'impostos va donar el considerant de l'ordre del Sultà en relació amb el càlcul dels valors fiscals. Es va produir un desacord entre els vilatans i el recaptador d'impostos. El desacord es va convertir en conflicte i es va estendre a la unitat de la Gendarmeria de Banat, i de Banat a altres indrets. La violència la zona va assolir un pic el 19 d'abril, amb 2.500 homes morts en la ciutat d'Erciş en un sol dia.

Posició inicial del setge

El 17 d'abril, Djevdet va ordenar als seus batallons d'aniquilar Çatak, però en comptes d'això la força indisciplinada van atacar els pobles armenis situats més a prop de Van. El mateix dia, Arxak Vramian va ser detingut. També va ser detingut un mestre d'escola en Çataka a mitjans d'abril, i es va produir una manifestació local a favor seu. Diversos armenis prominents dirigits per Nikoghayos Poghos Mikaelian (Ishkhan) van anar a aquesta ciutat, a petició de Djevdet. Nikoghayos Poghos Mikaelian i altres armenis prominents van ser aturats a mig camí, en Hirj, i van ser assassinats el 17 d'abril. Dels tres líders del Daixnak, només va poder escapar Aram Manugian. Djevdet també va prendre mesures contra els líders del Daixnak de Van. Per a la resistència, això era un senyal que la ciutat no era segura.
Djevdet, sens dubte, pensava que matant als líders dels partits armenis destruiria la cohesió de la resistència. El ministre de l'Interior Mehmed Talat Bey, amb la seva ordre del 24 d'abril (coneguda pels armenis com el «Diumenge vermell») va ordenar la detenció dels líders de la comunitat armènia a la capital otomana i d'altres centres. Els otomans ho van dur a terme en dos centres de detenció prop d'Ankara. Arxak Vramian va ser enviat a la capital amb un guàrdia, que va informar havia mort en el camí.

### 20 d'abril: El setge de la ciutat

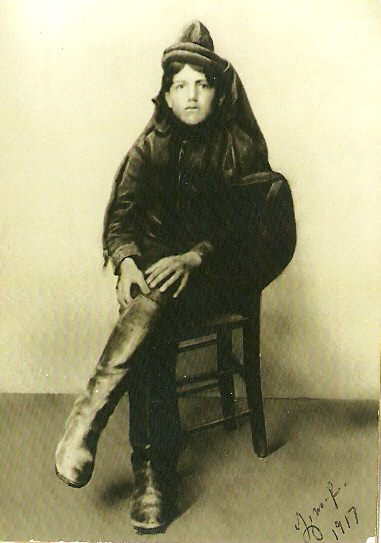
Jove missatger del Daixnak que va servir a Aram Manukian en Van, 1917

El 20 d'abril, uns soldats otomans van agafar a una dona armènia que volia entrar a la ciutat. Dos homes armenis que van venir a ajudar-la van morir per trets. Els armenis van atacar amb ira a una patrulla otomana de Djevdet. Aquest acte va portar a les forces militars otomanes obrir foc sobre els barris armenis de la ciutat amb artilleria, ficant a la ciutat en estat de setge. Aquesta secció de la ciutat va ser anomenada «ciutat jardí occidental».
En la relació d'activitats de l'ambaixador estatunidenc Henry Morgenthau no s'esmenta els fets del 14 d'abril, durant el qual una part dels armenis, anomenats a si mateixos Druzhiny, van prendre la ciutat al costat del llac de Van en una lluita ferotge. En suport a les forces locals, els otomans van cridar a la Divisió de Gendarmeria de Van, sota el comandament de Djevdet, per contenir i aixafar a aquest grup.
Les forces civils armènies van lluitar en dos grups independents en combats dins de la ciutat de Van. Aquests grups estaven en la «Ciutat Vella» (Districte de Kale) i en la «Ciutat Jardí» (Aigestan). El conflicte en la Ciutat Jardí va consistir en escaramusses al llarg dels barris armenis i musulmans. Les dues parts havien fortificat edificis i trinxeres al llarg del costat enemic. Les forces de Djevdet va cremar l'església armènia d'Arak. Les forces armènies van poder mantenir la línia inicial durant tot el conflicte. Com a part de la seva estratègia també van atacar les casernes otomans properes però, a part d'això, no van fer moltes accions ofensives. Tot i que l'artilleria enemiga era en gran part ineficaç, els otomans tenien la superioritat en homes i armes.
El 25 d'abril, el primer petit grup de refugiats del camp va arribar a la ciutat a través de la carretera de Sushant, que les forces civils armenis l'havien pogut mantenir oberta.

La ciutat de Van durant el setge
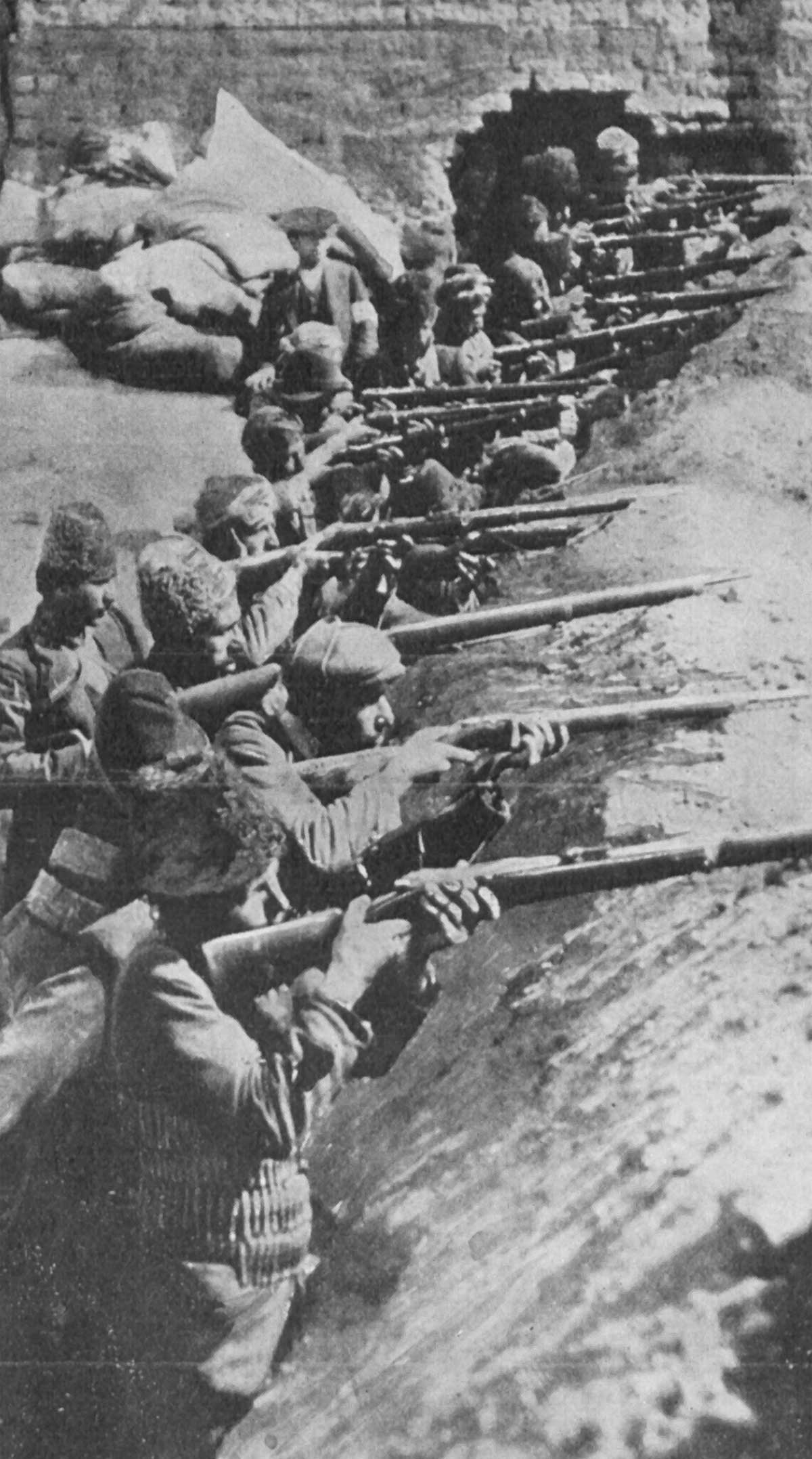
Línia de defensa en la Fortalesa de Van
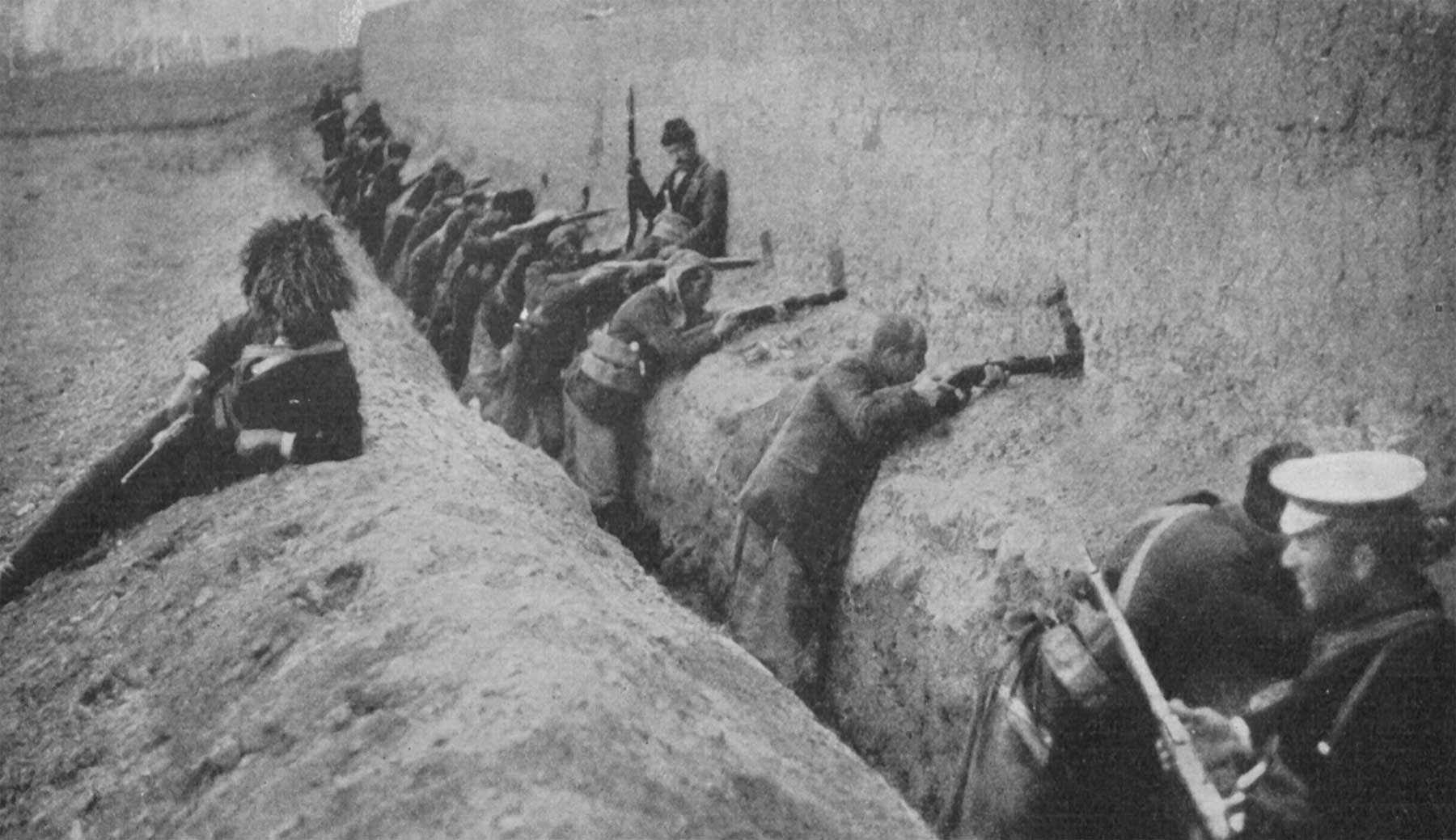
Armenis defensant les trinxeres
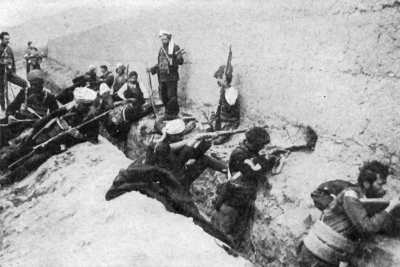
Armenis durant el setge
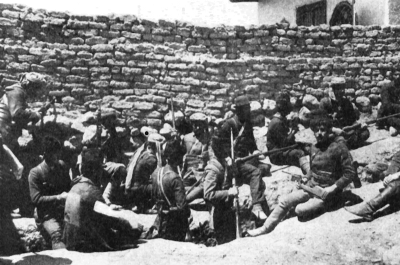
Armenis durant el setge
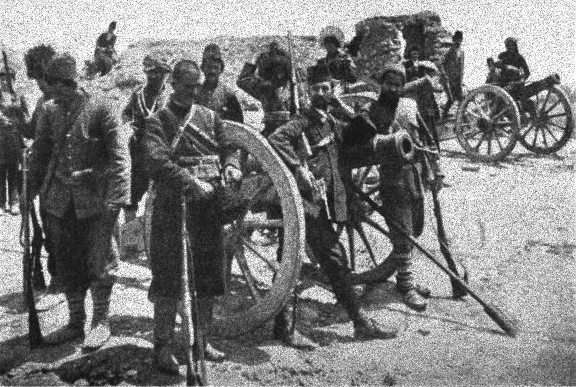
Canons capturats per armenis

Els armenis defensors de Van, sota el lideratge d'Aram Manukian, van establir un govern provisional amb competències en matèria de defensa, provisions, administració i relacions exteriors (per assegurar que es respectés la neutralitat de la propietat estrangera). Van ser nomenats jutges, policies i personal sanitari. Aviat es va fer urgent aconseguir un missatger per informar els russos dels esdeveniments. Van ser enviats diversos missatgers amb missatges cosits en les seves robes, i dotze d'ells van aconseguir burlar el setge.

### Maig: El reforç de Rússia
El 28 d'abril, Nikolai Iudénitx va ordenar a la 2a Bribada Cosaca del Transbaikal, del general Trukhin i la Brigada de Voluntaris Araratians, comandada per Sargis Mehrabyan (Vartan), que marxesin d'Erevan per dirigir-se cap a Van. Un dels dotze missatgers armenis que van poder sortir de Van va arribar a Pèrsia. El 8 de maig, també van ser enviades a Van una unitat de voluntaris armenis, comandada per Andranik Ozanian, i una divisió, comandada per Chernoroyal.
El 30 d'abril, el nombre de refugiats va ascendir a 15.000, ja que la major part dels refugiats del camp va començar a abocar a la ciutat. En aquest moment, en la ciutat havien 30.000 armenis residents i 15.000 refugiats, concentrats en el barri armeni i en el barri d'Aigestan (una àrea d'aproximadament 1 km²). Djevdet va permetre que els supervivents armenis dels pobles propers entressin a la ciutat a través de les seves línies. S'afirma que la seva estratègia estava dirigida a sotmetre als defensors amb més facilitat. Després de lluitar amb facilitat contra els assalts inicials, les forces armènies van començar a tenir grans problemes amb el subministrament de municions. Els armenis van emprar tot tipus d'armes per disparar contra l'enemic proper i van gastar gairebé totes les seves municions. La seva fabricació de cartutxos i bales va arribar a 2.000 per dia. Els armenis també van improvisar morters i barricades. Segons els informes, van fer ús de qualsevol cosa que van poder trobar.
El 6 de maig, es va iniciar una gran ofensiva russa cap a Anatòlia. Les línies de defensa otomana estaven formades pel 10è i 11è Cos i la 5a Força Expedicionària en el flanc nord que es trobava més enllà de la província de Van. El flanc nord de l'avanç rus, des de Tortum fins a la vall cap a Erzurum, no era part de les operacions a Van. No obstant això, com a part d'aquesta ofensiva russa, la 1a Força Expedicionària otomana i la Brigada de Cavalleria de Van van ser forçats a retrocedir de les seves posicions inicials pels russos i voluntaris armenis que avançaven cap a la ciutat de Van. En aquest mateix dia van acabar els conflictes al voltant de la Ciutat Vella de Van (el districte de Kale).
El 12 de maig, va ser ocupada la ciutat d'Ardjish (actualment Erciş), al nord de la província de Van. Djevdet va enviar un canó i 200 homes de la ciutat de Van per fer front a aquest grup en Muradiye (actualment Berkri). Va ser un moviment tard i massa dèbil per aturar aquest avanç.

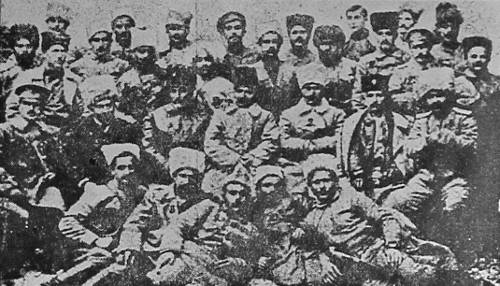
El General Andranik i Armenak Yekarian amb un grup de defensors de Van

El 14 de maig, un divendres a la nit, un grup de vaixells van partir de Van. Durant l'endemà els van seguir més vaixells; els otomans estaven evacuant a les seves dones i nens.
El 16 de maig, hi va haver un bombardeig de 46 projectils per cobrir la retirada de les unitats otomanes. Alhora, hi va haver informes de fins a 6.000 armenis assassinats. El New York Times va informar d'aquests fets entre abril i juny de 1915, i va atribuir aquestes matances i atacs a les forces auxiliars kurdes en lloc de les unitats otomanes. Djevdet va abandonar la ciutat durant la nit del 16 i 17 de maig, es va retirar cap a Bashkale i es va unir amb la 1a Força Expedicionària, sota el comandament del tinent coronel Halil Kut.

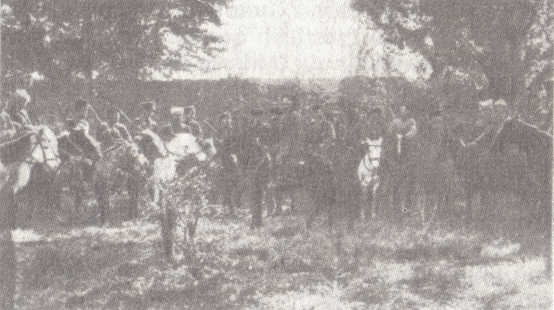
El 17 de maig, la cavalleria russa i un destacament de voluntaris armenis russos van arribar per reforçar la guarnició armènia de Van

El 17 de maig, les forces civils armènies ja tenien el control de la ciutat. Alhora, l'avantguarda de les forces russes, que va empènyer la 1a i 3a Brigada de Cavalleria otomana des de la ciutat de Manazkert des de l'11 de maig, va arribar al nord de la província i es va estendre fins a les ribes del llac Van. Alhora, l'avantguarda de les forces russes que ja hi era a la ciutat va empènyer les forces otomanes amb una pressió contínua cap al sud de la ciutat. Aquestes forces otomanes en retirada van experimentar escassetat logística causada pel tall de les seves línies de comunicació. Poc després, els regulars russos els van seguir.
Segons Ussher, el grup que va sortir de Pèrsia va arribar a la ciutat de Van el 18 de maig.
El 20 de maig, els principals centres de la província de Van ser ocupats pels russos.
El 23 de maig de 1915, un destacament de soldats russos van ocupar la ciutat de Van, un reforç que tant havien desitjat els armenis assetjats pels otomans. No obstant això, els russos van lluitar contra els otomans malgrat que no tenien el control total de la ciutat. L'única força que quedava en la ciutat eren les forces civils armènies. La 2a Brigada Cosaca del Transbaikal del general Trukhin no va aconseguir Beghrikale fins al 24 de maig. El general Tovmas Nazarbekian, de la 2a Brigada de Rifles del Caucas que estava en Başkale des del 7 de maig', va rebre l'ordre de donar suport a Truhin.
El 31 de maig, Trukhin va entrar a la ciutat. El mateix dia, la patrulla de Truhin i l'avantguarda de Nazarbekian van entrar en contacte entre Van i Hoshap. El general Iudénitx va rebre les claus de la ciutat i de la ciutadella després de la seva arribada. Es va confirmar el Govern Provisional Armeni. Aram Manukian es va convertir en el governador. Armenakis Yekarian es va convertir en el cap de la policia.
La lluita es va desplaçar més cap a l'oest durant la resta de l'estiu, amb la ciutat de Van segura. Amb l'arribada dels russos, els otomans es van retirar cap a l'oest del llac Van, en direcció a Bitlis.

## Les conseqüències
Al llarg de juny i juliol, quan les forces otomanes i russes es van enfrontar al nord de la regió de Van, milers d'armenis de Muş i altres províncies veïnes van començar a inundar la ciutat de Van. Va haver-hi fins a 250.000 armenis apinyats a la ciutat. Això inclou les persones que es van separar de les columnes de deportació a mesura que passaven les proximitats de la província en el seu camí cap a Mossul.

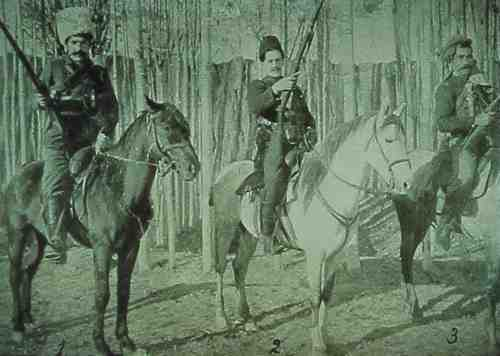
Cavalleria armènia en Van

El 5 de juny de 1915, no havien forces otomanes en la costa nord del llac Van. Els russos, avançant cap a les línies al nord del llac Van, van empènyer més cap a l'oest en direcció a la ciutat otomana de Muş. Com a part d'aquesta nova ruta, les forces d'exèrcit rus es van redistribuir per la província de Van, sobretot en tot el costat nord del llac Van i en la ciutat de Manazkert, amb la intenció d'una nova ofensiva cap a Anatòlia, cap a Muş. Les pèrdues del 3r Exèrcit otomà durant l'anterior ofensiva d'hivern d'Enver van crear un buit en el seu flanc sud del front del Caucas, un buit que va ser aprofitat al principi per les forces russes. No obstant això, aquesta oportunitat per als russos va ser curta; sis setmanes després, les forces russes van patir revessos que tindrien greus conseqüències per a la població armènia de la ciutat de Van.
L'11 de juliol, durant una reorganització de les forces otomanes, la responsabilitat de la província de Van va ser assignada al Grup Ala Dreta (18è Cos, Sağ Cenah Grubu) del 3r Exèrcit, juntament amb les altres províncies del sud. El mirliva Abdülkerim Paşa va ser assignat com a comandant i Enver Paşa va ordenar que aquesta formació fos una entitat operativa independent del 3r Exèrcit. Abdülkerim Paşa va aconseguir detenir l'avanç rus el 16 de juliol.

### Juliol de 1915: La primera evacuació

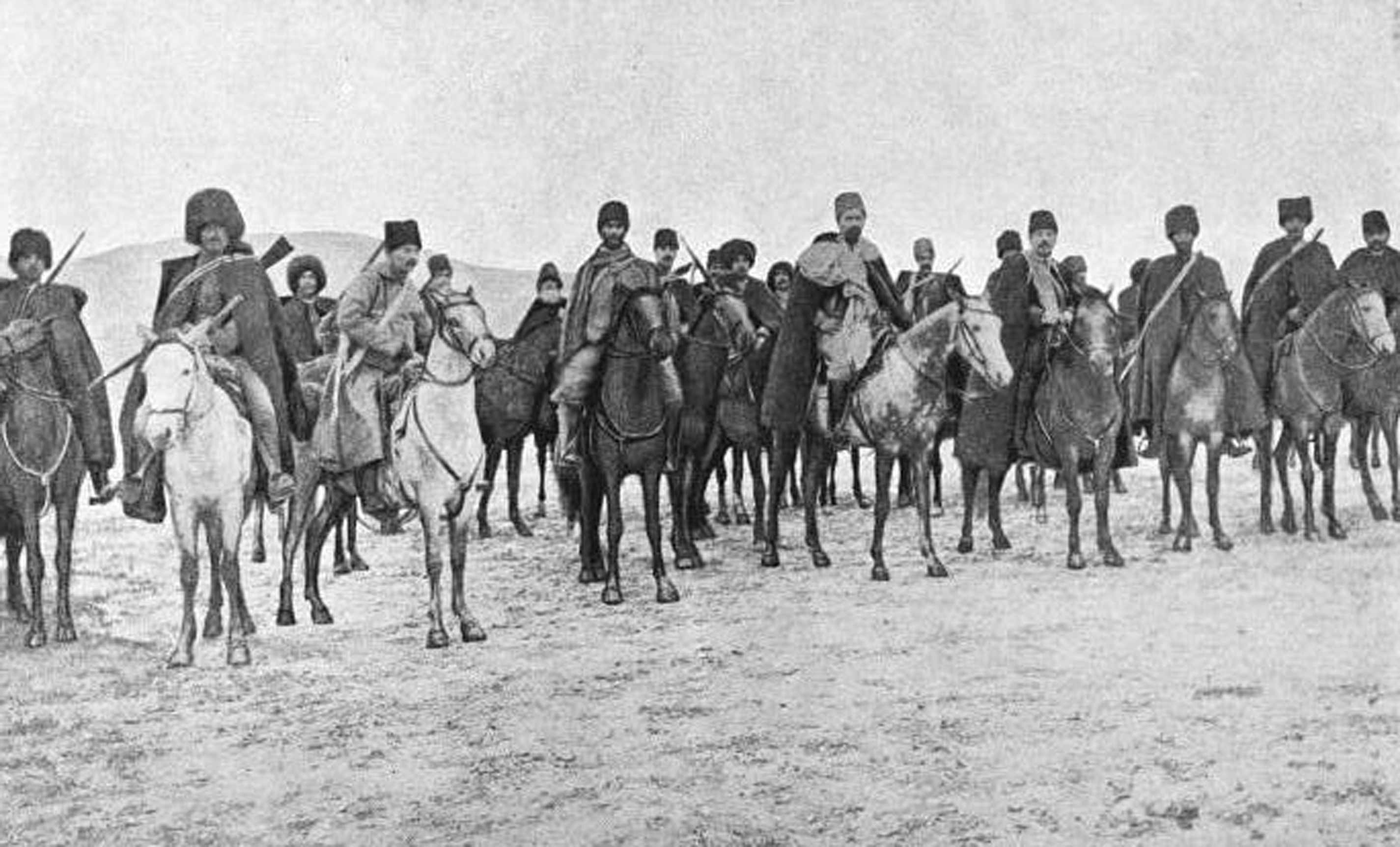
Membres de les Unitats de voluntaris armenis; Armen Garo, Khetcho, i Drastamat Kanayan (1914)

El 16 de juliol, l'exèrcit otomà, que havia concentrant més forces que els russos, va frustrar una ofensiva planejada pels russos i va fer retrocedir l'exèrcit rus en la batalla de Manazkert (del 10 al 26 de juliol de 1915), capturant la ciutat. Després va seguir la batalla de Kara Killisse, on els russos van recapturar Manazkert. No obstant això, com a resultat d'aquestes operacions al nord del llac Van, els russos van evacuar les seves forces de combat que quedaven en la ciutat de Van.
Els armenis Armen Garo i el seu ajudant Khetcho van demanar al general rus Abatzieff que permetés als habitants armenis de la zona de Van de viatjar amb l'exèrcit rus cap a Tsolakert. Aquesta sol·licitud va ser rebutjada amb l'argument que «el moviment del transport vital de l'exèrcit rus no podia ser obstaculitzat pels refugiats». Durant vuit dies consecutius durant el juliol, el general Nikolaeff va demanar als líders armenis de romandre inactius. El general rus els va dir tots els dies que «no es retiraria en qualsevol circumstància i que, per tant, era totalment innecessari moure a les persones».

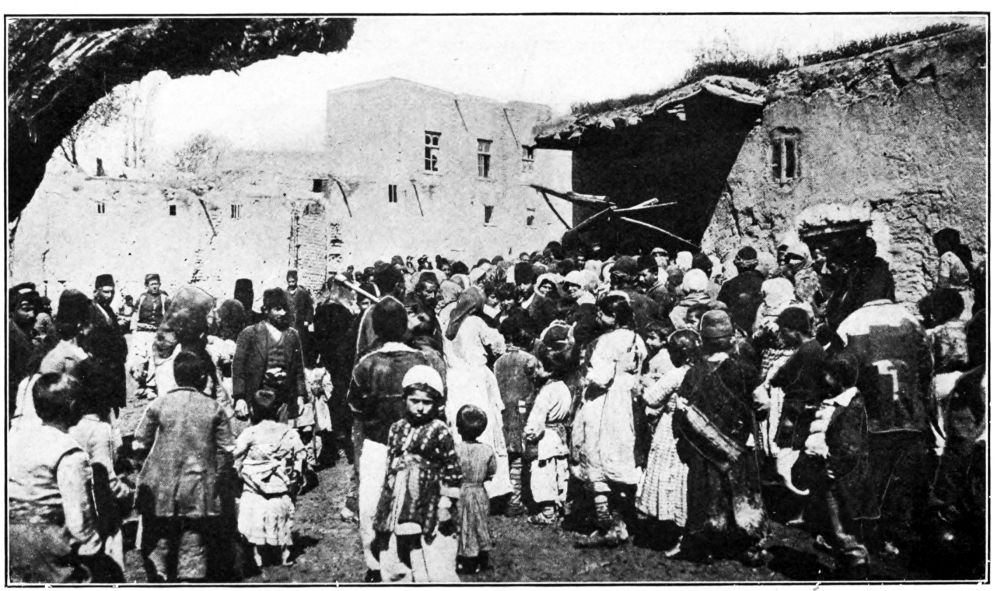
Refugiats armenis en Van

El 18 de juliol, el general Nikolaeff va enviar un despatx a Aram Manukian i a Sargis Mehrabyan (Vartan) per a l'evacuació. El general Trokin, que estava en la ciutat en aquest moment, es va oferir per evacuar la població armènia fins al territori rus a través dels passos del nord. El general Trokin va rebre un despatx just després, i cinc hores va abandonar la ciutat i va surtir del país a través de Pèrsia. Això va deixar als voluntaris armenis en la posició de ser els únics defensors dels refugiats armenis; «El pànic era indescriptible. Després d'una llarga resistència contra Djevdet Bey, després de l'alliberament de la ciutat, després de l'establiment d'un governador armeni, tot va quedar marcit». La força civil armènia li va cridar l'atenció les quatre divisions otomanes i les desenes de milers de kurds durant la retirada. Els batallons de voluntaris armenis no va prendre part activa en les batalles de juliol. Eren els que feien els serveis de treballs pesants en la rereguarda per a l'exèrcit rus i pels refugiats armenis al districte de Van.

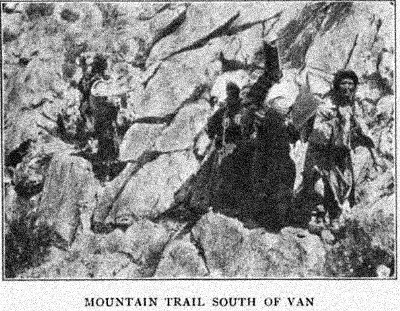
Refugiats en un pas de muntanya (Pas de Beghrikale, 1915)

El 4 d'agost, les forces russes de Van van fer sortida cap a Pèrsia i van prendre les posicions defensives en Bargiri i als districtes de Hoshap i Saray de la província de Van. El grup de refugiats que seguien a les forces russes van ser detinguts per les forces kurdes mentre creuaven els passos de muntanya al nord de Çaldıran. Al pas de Berghikale, els refugiats armenis van patir importants baixes. Els refugiats que van passar a l'altra banda de la frontera van ser assistits per organismes de socors armenis.
El 5 d'agost, les forces russes es van retirar de Van per a fer una sortida cap al Caucas rus, fins a 20 km del territori rus; el Grup Ala Dreta otomà va segur ka retirada russa. Al principi, Abdülkerim Paşa tenia al permís d'abandonar la província de Van per avançar en territori rus. Enver Paşa li va donar personalment l'ordre d'avançar cap a Eleşkirt i Kara Kilise i netejar tots els elements russos de la frontera de la regió.
A principis d'agost de 1915, gairebé 200.000 refugiats que fugien darrere de la força russa en retirada van irrompre a Transcaucàsia. Hi havia dos grups principals de refugiats que van abandonar la ciutat. Un grup va quedar sota la protecció dels voluntaris armenis i un altre grup va tractar de sortir pels seus propis mitjàns. Prop de 150.000 habitants armenis es van veure obligats a abandonar tots els seus béns a mercè del foc enemic i fugir cap a Erevan sota la protecció de voluntaris. Els refugiats que tenien protecció van patir una pèrdua de 8.000 a 10.000 homes, dones i nens. Més de 5.000 refugiats van morir lluitant contra els atacs tribals en els passos de muntanya. Almenys uns 40.000 armenis van morir durant aquesta fugida perquè la majoria d'aquestes columnes que no tenien la protecció dels voluntaris. El comandant de les unitats de voluntaris armenis va afirmar més tard:
| « | Si el general rus li hagués donat l'oportunitat de tenir set o vuit dies per organitza la retirada, li hauria estat possible dirigir a la gent cap a Erevan sense perdre ni una sola vida. | » |

El 29 de setembre de 1915, l'exèrcit otomà va deixar la ciutat de Van després d'estar-hi aproximadament un mes. Els otomans es van veure obligats a retirar-se després de les derrotes sofertes pels seus exèrcits en les altres regions del front del Caucas, i en part a causa del aïllament relatiu durant la Primera Guerra Mundial de Van de l'Anatòlia Central. Alguns dels residents armenis que van escapar van tornar a Transcaucàsia.
El 19 de gener de 1916, la derrota otomana en la batalla de Köprüköy va provocar una vegada més l'avanç de les forces russes cap a Erzurum, una ciutat a meitat de camí entre el llac Van i la mar Negra. La província de Van va quedar sota l'administració d'Armènia occidental fins a 1918. Els conflictes entre 1916 i 1918 es van desplaçar cap a l'oest (en la batalla de Muş) i cap al nord-oest (en la batalla de Bitlis) de la província de Van.

### Abril de 1918: L'última evacuació
La Revolució Russa de 1917 va canviar de nou la situació en la regió. Els exèrcits russos van començar a desintegrar-se. Van estava completament aïllada dels Aliats. L'exèrcit britànic no es va moure molt més enllà de Bagdad en la campanya de Mesopotàmia. Els armenis de Van tractar de mantenir les seves posicions i es van unir amb els assiris per a la defensa.

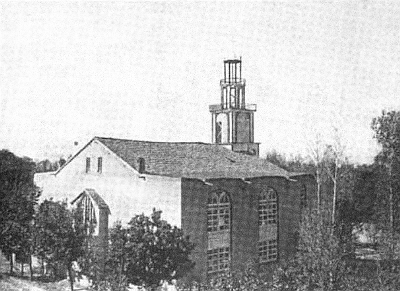
L'església de Van utilitzada pels militars com a quarter general, 1917

El 3 de març de 1918, el Gran Visir Talat Paşa va signar el Tractat de Brest-Litovsk amb la República Socialista Federada Soviètica de Rússia (RSFSR). El Tractat de Brest-Litovsk va estipular que s'establís la frontera als límits anteriors a la guerra, i que les ciutats de Batum, Kars i Ardahan fossin transferides a Imperi Otomà. A principis de 1918, el 3r Exèrcit otomà es va moure en una ofensiva contra els armenis. Vehib Paşa va executar l'ofensiva en tres ales. En l'ala dreta, la província de Van va ser assignada al 4t Cos. L'assignació del 4t Cos es va estendre a Beyazit.
L'abril del 1918, els armenis de Van van resistir en Van un cop més. El 4 d'abril, la ciutat de Van va començar a canviar de mans diverses vegades. El 6 d'abril, l'exèrcit otomà va controlar de nou de la ciutat de Van, i el 14 d'abril van ocupar Beyazit.
Finalment, els armenis de Van es van veure obligats a evacuar i retirar-se de la província de Van. Els armenis de Van es van retirar cap a l'est, cap a l'Azerbaidjan persa, i van establir una posició a prop de Dilman. Un cop allà, els armenis van rebutjar els otomans, en la batalla de Dilman (1918), però, en ser atacats de nou, es van veure obligats a retirar-se cap al sud al voltant del llac Urmia. En la persecució dels armenis de Van i dels assiris de les muntanyes, el 3r Exèrcit otomà es va enfrontar amb els assiris en Urmia, cosa que va fer que els refugiats es retiressin cap al sud, cap a Mesopotàmia.

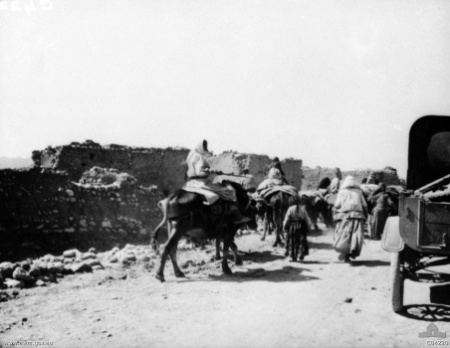
Armenis dels districtes de Van passant per Ruz en el seu camí cap al camp de refugiats de Baquba (Iraq), 1918

Durant juliol de 1918, l'exèrcit britànic va ocupar la major part de la Mesopotàmia durant la campanya de Mesopotàmia, així com una gran part de l'Azerbaidjan persa durant la campanya persa. Es van fer els preparatius per a l'establiment d'un gran campament de refugiats per als armenis i assiris prop de Baquba, Iraq. Durant la primera setmana de setembre de 1918, els armenis de Van començaven a arribar al camp de refugiats de Baquba en grups de 1.000 o 2.000 persones, per carretera i per tren. Molts d'ells patien de disenteria, tifus i de febre recurrent, i hi havia una petita epidèmia de verola entre els nens. Hi havia molts que van morir al llarg de la carretera a causa de la debilitat i la fam. Això va continuar fins a la primera quinzena d'octubre, arribant fins a prop de 40.000 refugiats.
Cap a finals de setembre, es va decidir crear quatre batallons entre els armenis i les tropes d'un batalló d'infanteria de l'Índia. Els armenis de Van van formar el 2n Batalló, i els armenis d'altres regions van formar el 3r Batalló. El 2n Batalló es va establir al voltant de Sanandaj, mentre que el 3r Batalló es va traslladar a Bījār.
El 30 d'octubre de 1918, l'Imperi Otomà va signar l'Armistici de Mudros i les operacions militars va acabar.

## Resultats

### Els informes sobre l'autodefensa
Els consolats dels Estats Units, Alemanya i Àustria-Hongria, així com una sèrie de funcionaris otomans,van registrar i documentar les raons de la revolta de Van:
| «                                                             | He explicat aquesta història de la «Revolució» en Van no només perquè va marcar la primera etapa d'aquest intent organitzat per acabar amb tota una nació, sinó perquè aquests esdeveniments sempre són avançats pels otomans com a justificació dels seus crims posteriors. Com em refereixo, Enver, Talaat, i la resta, quan els vaig apel·lar en nom dels armenis, invariablement instanciada pels «revolucionaris» de Van com una mostra de la traïció dels armenis. La famosa «Revolució», com aquest mateix considerant indica, no era més que la determinació dels armenis per salvar l'honor de les seves dones i de les seves pròpies vides, després que els otomans, amb la matança de milers dels seus veïns, els havia mostrat el destí que els esperava. | » |
| — Henry Morgenthau, Sr. , Història de l'ambaixador Morgenthau | |   |

El 15 d'abril de 1915, l'ambaixador alemany a Constantinoble va informar:
| «                              | Els armenis han renunciat a les seves idees d'una revolució des de la introducció de la Constitució, i no hi ha una organització de tal revolta. | » |
| — Hans Freiherr von Wangenheim | |   |

El general de divisió, vice-mariscal, militar agregat austríac i militar plenipotenciari a l'Imperi Otomà va dir:
| «                     | La revolta de Van va ser sens dubte un acte de desesperació. Els armenis locals es van adonar que les massacres contra els armenis ja havien començat i que serien el proper objectiu. En el transcurs de l'estiu de 1915, el govern otomà amb conseqüència inexorable va portar la seva sagnant tasca d'extermini de tota una nació sencera fins a la seva fi. | » |
| — Joseph Pomiankowski | |   |

El governador general de l'Imperi Otomà a Erzurum, Tahsin Bey, va escriure que:
| « | No hi havia i no podria haver hagut un aixecament en Van. Mitjançant la nostra pressió constant [de la població local] hem creat un embolic del qual ja no es pot escapar, i hem posat l'exèrcit en una posició difícil a l'Est. | » |

Un funcionari del Govern otomà va declarar:
| « | He seguit l'assumpte des de la seva font. He preguntat als habitants i funcionaris de Van, que estaven en Diarbekir, si alguna musulmana havia estat morta pels armenis en la ciutat de Van, o en els districtes de Vilayet. Ells van respondre de forma negativa, dient que el Govern havia ordenat a la població de sortir de la ciutat abans de l'arribada dels russos i abans que ningú fos mort; però que els armenis havien estat citats a renunciar a les seves armes i no ho havien fet, tement un atac dels kurds, i tement també al Govern; el Govern ha exigit a més que els principals notables i dirigents s'han d'entregar com a ostatges, però els armenis no ho havien complert. Tot això va tenir lloc durant l'aproximació dels russos cap a la ciutat de Van. Quant als districtes adjacents, les autoritats van reunir als armenis i els van conduir cap a l'interior, on tots van ser assassinats. Cap funcionari del Govern o home civil, otomà o kurd, va ser assassinat. | » |

Ibrahim Avras, diputat de Van al Parlament otomà, estava en la ciutat en aquell moment i va informar que el CUP va provocar a la gent en secret per atacar els armenis.

### Les baixes
El 15 de maig de 1915, el cònsol rus a la ciutat de Van va informar que 6.000 armenis havien estat massacrats en Van, i que ha estat escenari de moltes atrocitats similars en els últims vint anys.
Henry Morgenthau, referint-se a Ussher, va dir: 
| « | Després d'expulsar els otomans, els russos van incinerar els cossos dels armenis que havien estat assassinats en la província, amb el resultat que 55.000 cossos van ser cremats. | » |

La matança sistemàtica de 25.000 armenis al districte de Başkale, dels quals es diu que menys del 10% es va poder escapar, semblava haver estat ordenat.
Tot i que els refugiats armenis van ser el focus d'atenció de les potències occidentals i tots els esforços d'ajuda, la majoria de les morts armènies van ocórrer dins dels camps de refugiats, on la xifra era tan alta com 300-400 al dia al Caucas rus, per fam i malalties, segons va informar el cònsol britànic en la zona.

### Les atrocitats
La major part dels homicidis van ser atribuïts als circassians i als kurds, encara que alguns informes indiquen que les tropes otomanes també van participar. Rafael de Nogales, un oficial veneçolà que va lluitar pels otomans, esmenta en les seves memòries que els funcionaris otomans havien rebut l'ordre d'exterminar a tots els homes armenis majors de dotze anys.
D'acord amb Ussher, el 19 d'abril, Djevdet va emetre una ordre en tota la província de Van, que deia: 
| « | Els armenis han de ser exterminats. Si qualsevol musulmà protegeix a un cristià, en primer lloc la seva casa serà cremada; llavors el cristià serà assassinat davant dels seus ulls, a continuació la seva família [dels musulmans] i després a ell mateix. | » |

Posteriorment, Djevdet va ser acusat a les Corts marcials turques (1919–1920) de crims de guerra contra els armenis durant les operacions al voltant de la ciutat de Van, durant la primavera de 1915.